# Worrbar
Worrbar ou Enebarbar est un îlot de l'atoll de Wotho, dans les Îles Marshall. Il est situé au nord de l'atoll, à l'est de l'îlot Medyeron et est inhabité.